# مقاطعة بيكنز (ألاباما)
مقاطعة بيكنز (بالإنجليزية: Pickens County, Alabama) هي إحدى مقاطعات ولاية ألاباما في الولايات المتحدة. تأسست سنة 1820، بلغ عدد سكانها 19746 نسمة في عام 2010 حسب إحصاء مكتب تعداد الولايات المتحدة وتصل الكثافة السكانية فيها 8.6 نسمة/كم2.

## وصلات خارجية
- http://www.pickensalabama.com/ نسخة محفوظة 8 سبتمبر 2008 على موقع واي باك مشين.